# Quicksand (canción de La Roux)
Quicksand (en castelano Arenas movedizas) es una canción de género electropop del dúo inglés La Roux, de su álbum debut homónimo, La Roux. Escrita y producida por Elly Jackson y Ben Langmaid, fue lanzada como el primer sencillo del álbum, por Kitsuné, el 15 de diciembre de 2008, alcanzando la posición 153 del UK Singles Chart en edición limitada. Cuando se volvió a lanzar, el 23 de noviembre de 2009, entró a las listas en el número 129.
De acuerdo a las declaraciones de Jackson a thelondonpaper, la canción es acerca de «tener un momento intenso con alguien, cuando tal vez estás viendo una película o escuchando música, y ambos son en el anhelo de la otra persona, y es casi doloroso sentarse junto a ellos».

## Crítica
La canción fue recibida con elogios por parte de la crítica. Nick Levine, de Digital Spy escribió que «como muchas de las canciones en su álbum debut, es una combinación ganadora de inteligencias pop, obsesiones románticas sofocantes y producción que mezcla los sonidos del '82 con el golpe sonoro de '09». Alexis Petridis, de The Guardian, comentó que «la escasa dinámica y los sintetizadores apuñaladores de “Quicksand” ofrecen un recordatorio de que no todos los aspectos de los años '80 han sido explotados hasta su agotamiento en los últimos años». Refiriéndose a la canción como «excelente», Peter Paphides de The Times declaró que «propulsada a lo largo por una melodía que muestra algo de su ADN con “When Doves Cry” de Prince, Jackson se pone a sí misma como destinataria de una obertura de alguien con quien ya está en relación». John Murphy, escribiendo para musicOMH, describió la canción como «instantánramente adictiva y pegadiza» mientras indicaba que «a diferencia de muchos actos electro de por ahí, “Quicksand” tiene corazón verdadero y también emociones en él; ciertamente no es un caso de estilo sobre sustancia». Heather Phares de Allmusic notó que la pista «utiliza un apretado arreglo sin descanso y el sentimentalismo helado de Jackson para dar la obsesión de una inyección de entusiasmo a la canción». Luke Turner de NME se refirió a «Quicksand» como «suave mercurio líquido, pero atravesado por voces fuertes».

## Vídeo
Bajo la dirección de Kinga Burza, el vídeo de la canción fue lanzado en YouTube el 13 de enero de 2009. Muestra a Jackson en una isla tropical con piñas, con un loro al hombro, cantando a la puesta del sol.

## Versiones

### Lanzamiento original
Sencillo 12" francés
A1. "Quicksand" (Original) – 3:07
A2. "Quicksand" (autoKratz Drags to Riches Mix) – 4:44
B1. "Quicksand" (Beni's Sinking at 1.56 Mix) – 4:20
B2. "Quicksand" (Chateau Marmont Remix) – 3:34
EP de iTunes francés
1. "Quicksand" – 3:07
2. "Quicksand" (AutoKratz Drags to Riches Mix) – 4:42
3. "Quicksand" (Beni's Sinking at 1.56 Mix) – 4:18
4. "Quicksand" (Chateau Marmont Remix) – 3:32
5. "Quicksand" (Joe and Will Ask? Remix) – 5:01

EP de EE. UU. y EP de iTunes
1. "Quicksand" (Original Version) – 3:06
2. "Quicksand" (Mad Decent Remix No. 1) – 5:07
3. "In for the Kill" (Skream's Let's Get Ravey Remix) – 5:02

Sencillo 12" estadounidense
A1. "Quicksand" – 3:08
A2. "Quicksand" (Mad Decent Mix No. 1) – 5:10
A3. "Quicksand" (Instrumental) – 3:08
B1. "In for the Kill" (Skream's Let's Get Ravey Remix) – 5:04
B2. "In for the Kill" (Instrumental) – 4:08
Sencillo de iTunes británico
1. "Quicksand" (Standard Version) – 3:05

### Relanzamiento
Sencillo de CD británico
1. "Quicksand" – 3:07
2. "Quicksand" (Boy 8 Bit Remix) – 5:58
3. "Quicksand" (Beni's Sinking at 1.56 Mix) – 4:19

Sencillo 7" de edición limitada británico
A. "Quicksand" - 3:07
EP de iTunes británico
1. "Quicksand" – 3:07
2. "Quicksand" (Boy 8 Bit Remix) – 5:58
3. "Quicksand" (Alex Metric Remix) – 6:26
4. "Quicksand" (Mad Decent Remix No. 1) – 5:12

## Listas
| Lista            | Mejor posición |
| ---------------- | -------------- |
| Ultratop 50      | 19             |
| UK Singles Chart | 129            |

## Historial de lanzamientos
| País                 | Fecha                   | Discográfica                           | Formato                        |                      |
| Lanzamiento original | Lanzamiento original    | Lanzamiento original                   | Lanzamiento original           | Lanzamiento original |
| -------------------- | ----------------------- | -------------------------------------- | ------------------------------ | -------------------- |
| Francia              | 15 de diciembre de 2008 | Kitsuné Music                          | EP digital                     |                      |
| Francia              | 26 de diciembre de 2008 | Kitsuné Music                          | Sencillo de 12"                |                      |
| Estados Unidos       | 14 de abril de 2009     | Cherrytree Records, Interscope Records | EP, EP digital                 |                      |
| Estados Unidos       | 9 de junio de 2009      | Cherrytree Records, Interscope Records | Sencillo de 12"                |                      |
| Reino Unido          | 2 de julio de 2009      | Polydor Records                        | Sencillo digital               |                      |
| Relanzamiento        |                         |                                        |                                |                      |
| Reino Unido          | 22 de noviembre de 2009 | Polydor Records                        | EP digital                     |                      |
| Reino Unido          | 23 de noviembre de 2009 | Polydor Records                        | Sencillo en CD, sencillo de 7" |                      |